# Jay McCarthy
Jay McCarthy (Maryborough, 8 september 1992) is een Australisch wielrenner. In 2010 werd hij Australisch kampioen op de weg bij de junioren en tweede op het wereldkampioenschap in dezelfde categorie. Een jaar later kreeg hij zijn eerste contract aangeboden bij Team Jayco-AIS.
Tijdens de Ronde van Spanje van 2020 kwam McCarthy zwaar ten val en moest vervolgens geopereerd worden aan een complex knietrauma. Daarop werd zijn contract bij het Duitse BORA-hansgrohe niet verlengd.

## Palmares

### Overwinningen
2010
 Australisch kampioen op de weg, Junioren
2011
1e etappe Ronde van Thüringen, Beloften
2012
2e etappe New Zealand Cycle Classic
Eind- en jongerenklassement New Zealand Cycle Classic
Trofeo Banca Popolare di Vicenza
4e etappe Toscana-Terra di Ciclismo
Punten- en jongerenklassement Toscana-Terra di Ciclismo
6e etappe Ronde van Bretagne
Proloog Ronde van de Toekomst
2016
2e etappe Tour Down Under
Jongerenklassement Tour Down Under
5e etappe Ronde van Kroatië (ploegentijdrit)
2018
Cadel Evans Great Ocean Road Race
3e etappe Ronde van het Baskenland

### Resultaten in voornaamste wedstrijden
| Jaar | Ronde van Italië | Ronde van Frankrijk | Ronde van Spanje |
| ---- | ---------------- | ------------------- | ---------------- |
| 2013 |                  |                     |                  |
| 2014 | 91e              |                     |                  |
| 2015 |                  |                     | 66e              |
| 2016 | 88e              |                     |                  |
| 2017 |                  | 94e                 |                  |
| 2018 |                  |                     | 91e              |
| 2019 | 62e              |                     |                  |
| 2020 |                  |                     | opgave           |

| Jaar | Amstel Gold Race | Luik-Bast.‑Luik | Waalse Pijl | Parijs-Tours |  | WK op de weg |  | Wereldranglijsten |
| ---- | ---------------- | --------------- | ----------- | ------------ |  | ------------ |  | ----------------- |
| 2013 | opgave           |                 |             |              |  |              |  |                   |
| 2014 |                  |                 |             | 18e          |  |              |  | 183e (UWT)        |
| 2015 |                  |                 |             |              |  | opgave       |  |                   |
| 2016 | opgave           |                 |             |              |  |              |  | 73e (UWT)         |
| 2017 | 17e              | 33e             | 19e         |              |  | opgave       |  | 80e (UWT)         |
| 2018 | opgave           | 43e             | 21e         |              |  |              |  | 83e (UWT)         |
| 2019 | 17e              | 14e             | 39e         |              |  |              |  |                   |
| 2020 |                  | opgave          | 52e         |              |  |              |  |                   |

### Resultaten in kleinere rondes
| Jaar | Tour Down Under | Ronde van Catalonië | Ronde van het Baskenland | Ronde van Romandië | Critérium du Dauphiné | Ronde van Zwitserland | Eneco Tour BinckBank Tour | Ronde van Peking |
| ---- | --------------- | ------------------- | ------------------------ | ------------------ | --------------------- | --------------------- | ------------------------- | ---------------- |
| 2013 | 56e             |                     |                          |                    |                       |                       |                           | 120e             |
| 2014 | 99e             |                     |                          | 72e                |                       |                       | opgave                    |                  |
| 2015 |                 |                     |                          |                    | 66e                   |                       |                           |                  |
| 2016 | 4e (1)          |                     |                          |                    |                       | opgave                |                           |                  |
| 2017 | ↑               | 78e                 | 47e                      |                    |                       | 49e                   |                           |                  |
| 2018 | 19e             | 81e                 | opgave                   |                    | 66e                   |                       | 32e                       |                  |
| 2019 | 33e             |                     |                          |                    |                       |                       |                           |                  |
| 2020 | 77e             |                     |                          |                    |                       |                       |                           |                  |

## Ploegen
- 2011 –  Team Jayco-AIS
- 2012 –  Team Jayco-AIS
- 2013 –  Team Saxo-Tinkoff
- 2014 –  Tinkoff-Saxo
- 2015 –  Tinkoff-Saxo
- 2016 –  Tinkoff
- 2017 –  BORA-hansgrohe
- 2018 –  BORA-hansgrohe
- 2019 –  BORA-hansgrohe
- 2020 –  BORA-hansgrohe